# Batocera strandi
Batocera strandi là một loài bọ cánh cứng trong họ Cerambycidae.